# Na Jae-min
Na Jae-min né le 13 août 2000 à Jeonju, est un acteur et chanteur sud-coréen.

## Biographie

### Jeunesse et éducation
Jaemin est né à Jeonju en Corée du Sud le 13 août 2000, mais il a grandi à Séoul. 
Dans son enfance, il a participé à plusieurs compétitions de patinage de vitesse.
Il a également fréquenté la School of Performing Art Seoul (SOPA), qui est un lycée connu pour accueillir de nombreux trainee et idoles.
C'est en 2013, à l'âge de 13 ans qu'il est découvert par SM Entertainment, alors qu'il accomplissait une mission bénévole pour une association.

## Carrière

### Activités avant ses débuts
En 2014 il participe à plusieurs évènements avec d'autres apprentis de son agence, ces-derniers nommés SM Rookies sont un groupe de trainee se préparant à débuter. Le groupe servait aussi principalement à faire découvrir les stagiaires de l'agence.  
En août 2014, il a participé au SM Town Live World Tour IV. Il participe à partir de ce moment-là à plusieurs émissions avec d'autres groupes de SM Entertainment dont EXO ou Super Junior,. 

### Début avec NCT Dream
Après une formation de trois ans, Jaemin a fait ses débuts en août 2016 en tant que membre d'un groupe sud-coréen nommé NCT à travers la sous-unité NCT Dream. 
La sous-unité débute officiellement le 24 août 2016, avec le single "Chewing Gum".
En 2017, ce-dernier prend une pause dans ses activités à cause d'une hernie discale. 
Il revient l'année suivante avec NCT Dream à l'occasion de la sortie de leur single "Go", qui fait partie de l'album NCT 2018 Empathy, premier album complet du groupe, il a également participé au single NCT 2018 "Black on Black" sur le même album, qui est sorti en avril de la même année.
En plus de ses activités de chanteur, il est aussi impliqué dans l'écriture des chansons du groupe depuis 2018 avec le titre "Dear Dream", qui est la première chanson qu'il écrira pour NCT Dream.

### Depuis 2019: début d'acteur, et débuts avec NCT U
En avril, Jaemin a fait ses débuts d'acteur dans le web-drama Method to Hate You, où il joue le rôle principal. 
En octobre 2020, Jaemin a officiellement fait ses débuts en tant que membre de NCT U avec la chanson "Make A Wish (Birthday Song)". 
En octobre 2021, Jaemin est apparu sur la couverture de l'édition spéciale no 02 du magazine WWD Korea . 

## Actions humanitaires
Jaemin est très actif au sein de l'UNICEF, en novembre 2018, il devient un représentant de l'UNICEF pour la Corée à l'occasion de la Journée mondiale de l'enfance de l'UNICEF contre la violence à l'école. 
En mars 2019, Jaemin a assisté à l'événement de l'UNICEF « Pour chaque enfant », qui s'est tenu en Corée en tant que représentant de la jeunesse, il rencontre par la même occasion la reine Mathilde de Belgique (présidente d'honneur de l'UNICEF en Belgique). 
En mai de la même année, Jaemin, avec son collègue membre de NCT Dream, Jeno, a rendu visite à des enfants vivant dans des bidonvilles en Indonésie avec l'ONG Neighbors.